# René Fernández
Pour les articles homonymes, voir Fernández.
René Fernández (né en 1906 en Bolivie et mort en 1956) est un joueur de football international bolivien, qui jouait au poste d'attaquant.

## Biographie
Il joue durant sa carrière dans le club bolivien de l'Alianza Oruro.
Mais il est surtout connu pour avoir participé à la coupe du monde 1930 en Uruguay avec l'équipe de Bolivie, sélectionné avec 16 autres joueurs boliviens par l'entraîneur Ulises Saucedo.
Le pays ne passe pas le premier tour lors du tournoi, et perd deux fois de suite 4-0 contre la Yougoslavie et contre le Brésil.